# كهوف بلانتشارد سبرينغز
كهوف بلانتشارد سبرينغز (بالإنجليزية: Blanchard Springs Caverns)‏؛ هي مجموعة من الكهوف التي تقع في مقاطعة ستون في الولايات المتحدة.

## السياحة
تعد «كهوف بلانتشارد سبرينغز» إحدى مواقع الجذب السياحي في مقاطعة ستون في ولاية أركنساس الأمريكية.